# Per-Jonstjärnen
Per-Jonstjärnen är en sjö i Ånge kommun i Medelpad och ingår i Ljungans huvudavrinningsområde. Sjön har en area på 0,114 kvadratkilometer och ligger 266,3 meter över havet.

## Delavrinningsområde
Per-Jonstjärnen ingår i det delavrinningsområde (692080-145809) som SMHI kallar för Utloppet av Per-Jonstjärnen. Medelhöjden är 278 meter över havet och ytan är 2,25 kvadratkilometer. Det finns inga avrinningsområden uppströms utan avrinningsområdet är högsta punkten. Vattendraget som avvattnar avrinningsområdet har biflödesordning 2, vilket innebär att vattnet flödar genom totalt 2 vattendrag innan det når havet efter 162 kilometer. Avrinningsområdet består mestadels av skog (76 procent) och sankmarker (14 procent). Avrinningsområdet har 0,11 kvadratkilometer vattenytor vilket ger det en sjöprocent på 5 procent.